# Cristina (geslacht)
Cristina is een geslacht van hooiwagens uit de familie Phalangiidae (Echte hooiwagens).
De wetenschappelijke naam Cristina is voor het eerst geldig gepubliceerd door Loman in 1902.

## Soorten
Cristina omvat de volgende 13 soorten:
- Cristina adenius
- Cristina bispinifrons
- Cristina crassipes
- Cristina lettowi
- Cristina pachylomera
- Cristina patellaris
- Cristina pteronia
- Cristina ruandana
- Cristina somalica
- Cristina spinosus
- Cristina subinermis
- Cristina villiersi
- Cristina zavattarii